# Egyiptomi Szent Sziluánosz
Egyiptomi Szent Sziluánosz (4.–5. század) szentként tisztelt ókeresztény egyiptomi remete, az úgynevezett sivatagi atyák egyike.
A szkétiszi szerzetesek második nemzedékéhez tartozott. Palesztinából származott, és Etiópiai Szent Mózes idejében élt. Egyiptomi Szent Izidor pap tanítványa volt Szkétiszben, ahol legalább 12 saját tanítványa is lett később (Zakariás, Zénón, Márk és Netrasz neve ismert). Később a Sínai-félszigetre utazott, ahol alapított egy monostort. Később egy másik monostort is alapított a Gázától 10 kilométerre fekvő palesztinai Gerarában.

## Lásd még
- Ortodox szentek listája
- Sivatagi atyák